# 名古屋市立廿軒家小学校
名古屋市立廿軒家小学校（なごやしりつ にじっけんやしょうがっこう）は、名古屋市守山区更屋敷にある公立小学校。

## 沿革
- 1955年（昭和30年）4月 - 守山市立廿軒家小学校として設立される[1]。
- 1963年（昭和38年）2月 - 合併に伴い、名古屋市立廿軒家小学校となる[1]。
- 2003年（平成15年）5月 - トワイライトスクールが開設される[1]。
- 2009年（平成21年）4月 - 通級指導教室として「にじ」が新設される[1]。
- 2010年（平成22年）4月 - 特別支援学級として「たんぽぽ」が新設される[1]。

## 通学区域
- すべて守山区内
  - 小幡太田[2]
  - 小幡千代田[2]
  - 小幡宮ノ腰[2]
  - 小六町[2]
  - 更屋敷[2]
  - 長栄[2]
  - 廿軒家[2]
  - 八反[2]
  - 町南[2]

## 進学先中学校
- 名古屋市立守山中学校[3]